# Xã Mullen, Quận Boyd, Nebraska
Xã Mullen (tiếng Anh: Mullen Township) là một xã thuộc quận Boyd, tiểu bang Nebraska, Hoa Kỳ. Năm 2010, dân số của xã này là 46 người.